# HD 45184
HD 45184 (HR 2318 / HIP 30503 / GJ 3394) es una estrella de magnitud aparente +6,37.
Está encuadrada en la constelación del Can Mayor, visualmente a 96 minutos de arco de Furud (ζ Canis Majoris). Se encuentra a 72 años luz del sistema solar.
HD 45184 es una enana amarilla cuyas características son muy parecidas a las del Sol.
De tipo espectral G1.5V, su temperatura superficial es de 5869 ± 14 K.
Su luminosidad supera a la del Sol aproximadamente en un 15% y también su diámetro es algo más grande que el diámetro solar, en torno a un 8%; su velocidad de rotación proyectada es de 2,5 km/s.
De igual masa que el Sol, no parece haber consenso en cuanto a su edad; diversos estudios señalan cifras comprendidas entre los 3300 y los 6800 millones de años.
HD 45184 presenta un índice de metalicidad comparable al solar ([Fe/H] = +0,04).
Las abundancias relativas de elementos como magnesio, silicio, calcio, titanio y níquel son prácticamente iguales a las del Sol; únicamente el bario y el itrio —elementos del proceso-s— parecen ser más abundantes que en nuestra estrella, en el caso del bario en un factor del 44%.
Asimismo, la relación oxígeno/hidrógeno es un 23% más elevada que en el Sol.